# Bente Paulis
Pour les articles homonymes, voir Paulis.
Bente Paulis, née le 14 février 1997 à Leiderdorp, est une rameuse néerlandaise, vice-championne olympique de quatre de couple en 2024.

## Carrière
Elle est la soeur de Ilse Paulis, championne olympique en 2016.
Lors des championnats d'Europe 2022, elle remporte la médaille d'argent en quatre de couple puis une d'argent aux Championnats du monde 2022 sur la même course. Les Néerlandaises conservent leur médaille d'argent lors des Mondiaux 2023.
Aux Jeux olympiques d'été de 2024, Paulis et ses coéquipières Roos de Jong, Laila Youssifou et Tessa Dullemans remportent la médaille d'argent en quatre de couple, battues sur les derniers mètres par les Britanniques pour 0,15 seconde.